# Уокер, Джордж Вашингтон
Джордж Вашингтон Уокер (19 марта 1800 — 2 февраля 1859) — миссионер в церкви, называемой Религиозным обществом друзей, или квакерами.
Уокер родился в семье унитариев в Лондоне, он был двадцать первым ребёнком Джона Уокера от его второй жены Элизабет. Он получил образование в школе в замке Барнарда. Его познакомили с Обществом друзей в подростковом возрасте, когда он работал в Ньюкасл-апон-Тайне у квакера, занимавшегося льняной тканью, но сам Уокер не стал квакером до 1827 года. Уокер также участвовал в движении воздержания.
Уокер встретил своего будущего партнера-миссионера Джеймса Бекхауса в 1820 или 1821 году. В период с сентября 1831 года по февраль 1832 года Уокер и Бекхаус путешествовали из Англии в Хобарт, Земля Ван-Димена (современная Тасмания). Между 1832 и 1838 годами они совершили поездку по исправительным поселениям в Австралии, на Земле Ван-Димена и остров Норфолк. Между 1838 и 1840 годами они покинули Австралию и занимались миссионерской деятельностью на Маврикии и в Южной Африке.
В 1840 году Уокер закончил свои путешествия. Он вернулся в Хобарт в сентябре и женился на Саре Бенсон Мазер 15 декабря 1840 года. Он основал свой бизнес по производству тканей, а в 1844 году помог создать сберегательный банк Хобарта, который в конечном итоге стал трастовым банком. Он работал в своем бизнесе, на квакеров и воздержание, пока не умер 2 февраля 1859 года в Хобарте.
В 1994 году Сберегательный банк Хобарта выделил стипендию в Университете Тасмании под названием «Бессрочная стипендия для студентов Трастового банка Джорджа Вашингтона»; она должна присуждаться студентам, изучающим коммерцию или экономику.
Его старшим сыном был Джеймс Бэкхаус Уокер.